# Caines
Caines (Kuens in tedesco) è un comune italiano di 382 abitanti della provincia autonoma di Bolzano in Trentino-Alto Adige. Si tratta del comune meno esteso del Trentino-Alto Adige ed è situato geograficamente in Val Passiria, nel comprensorio del Burgraviato.
Curiosamente, gli uffici comunali hanno sede presso il vicino municipio di Rifiano.

## Geografia fisica
Caines, che è uno fra i comuni più piccoli d'Italia per estensione superficiale, costituisce il punto di partenza per escursioni nella Valle di Sopranes o Val Sopranes (tedesco Spronsertal).

## Origini del nome
Il toponimo è attestato per la prima volta nel 720 come Cainina, Cheines, Chains, Caihas, Kaims, Kayns e Kuens e deriva probabilmente dal patronimico medio alto tedesco Kuono. Un'altra versione vuol sì che il toponimo derivi da una forma preromana Cainavum.

## Storia
Il villaggio è una fondazione dei vescovi di Frisinga che qui, dal primo medioevo, avevano ingenti possedimenti devoluti loro da parte del casato baiuvaro degli Agilolfingi.
L'attuale territorio di Caines venne infatti dato in donazione nell'anno 718 al Vescovato di Frisinga dal duca di Baviera Grimoaldo.
Sotto il vescovo Corbiniano furono costruiti la Mairhof ed una chiesa.
Nel periodo seguente, l'insediamento di Caines si staccò sempre più dalla diocesi bavarese, tanto che nel 931 re Enrico I si vide costretto a confermare ancora una volta il diritto di signoria, o meglio la pretesa di dominio, della Curia di Frisinga.
Nel 1150 il vescovo di Frisinga consegnò il possesso di Caines al locale monastero di Sant'Andrea, e nel 1312 venne conferito dal vescovo della diocesi di Coira anche il diritto di patronato sopra la chiesa, con protezione del luogo sacro.
Nonostante il paese non appartenesse alla Signoria del Tirolo, Caines fu equiparato nel 1576 alla sua zona circostante tirolese, e venne assicurato dal convento di Sant'Andrea di Frisinga di vendere le merci secondo l'uso tirolese.
Solo a seguito della secolarizzazione dei beni ecclesiastici nel 1803, Caines passò al Tirolo.
L'attuale chiesa parrocchiale del paese risale alla tarda epoca romana ed è dedicata a San Maurizio e San Corbiniano, e lo stemma mostra Corbiniano, che fondò un monastero a Caines, nel suo viaggio a Roma con l'orso.
Caines appartenne fino alla fine della prima guerra mondiale al tribunale di Merano e faceva parte del suo distretto amministrativo.

### Simboli
Il vescovo rappresentato è san Corbiniano di Frisinga, la cui chiesa aveva ingenti possedimenti nella zona e, secondo la leggenda, alcuni frutteti nel paese. Lo stemma è stato adottato nel 1968.

## Monumenti e luoghi d'interesse

### Edifici religiosi
Chiesa dei Santi Maurizio e Corbiniano
Con la creazione, da parte del Vescovato di Frisinga, nell'anno 718, di una sua casa di Dio, Caines ebbe molto presto il proprio tempio cristiano.
Il primo edificio sacro costruito nel 718 fu dedicato a San Zeno e San Valentino, e nel 1150 il paese venne elevato a parrocchia, che era subordinata all'epoca alla Diocesi di Coira.
Nel 1312, il diritto di patronato sulla parrocchia passò al monastero di Sant'Andrea.
Nel XV secolo, furono realizzati la torre ed il coro dell'odierna chiesa di San Maurizio e San Corbiniano, e nel 1615-1616 il tetto della navata venne rivestito con una nuova struttura, mentre nella metà del XIX secolo è stata ampliata la stessa navata.

## Società

### Ripartizione linguistica
La sua popolazione è nella quasi sua totalità di madrelingua tedesca:
| %      | Ripartizione linguistica (gruppi principali) |
| ------ | -------------------------------------------- |
| 97,04% | madrelingua tedesca                          |
| 2,43%  | madrelingua italiana                         |
| 0,54%  | madrelingua ladina                           |

### Evoluzione demografica
Abitanti censiti

## Amministrazione
| Periodo | Periodo   | Primo cittadino      | Partito | Carica  | Note |
| ------- | --------- | -------------------- | ------- | ------- | ---- |
| 2005    | 2015      | Alois Kuen           | SVP     | Sindaco |      |
| 2015    | in carica | Manfred Walter Raffl | SVP     | Sindaco |      |